# Kabak-Kemane
Kabak kemâne (türkisch, „Kürbis-Geige“), auch kabak kemençe, kurz kabak, ist eine seltene dreisaitige Stachelfiedel mit einem fellbespannten Kalebassenresonanzkörper in der türkischen Volksmusik. Das einfache Streichinstrument hat alttürkische Vorläufer und wird in den Dörfern im Südwesten und Süden der Türkei gespielt.

## Herkunft und Verbreitung

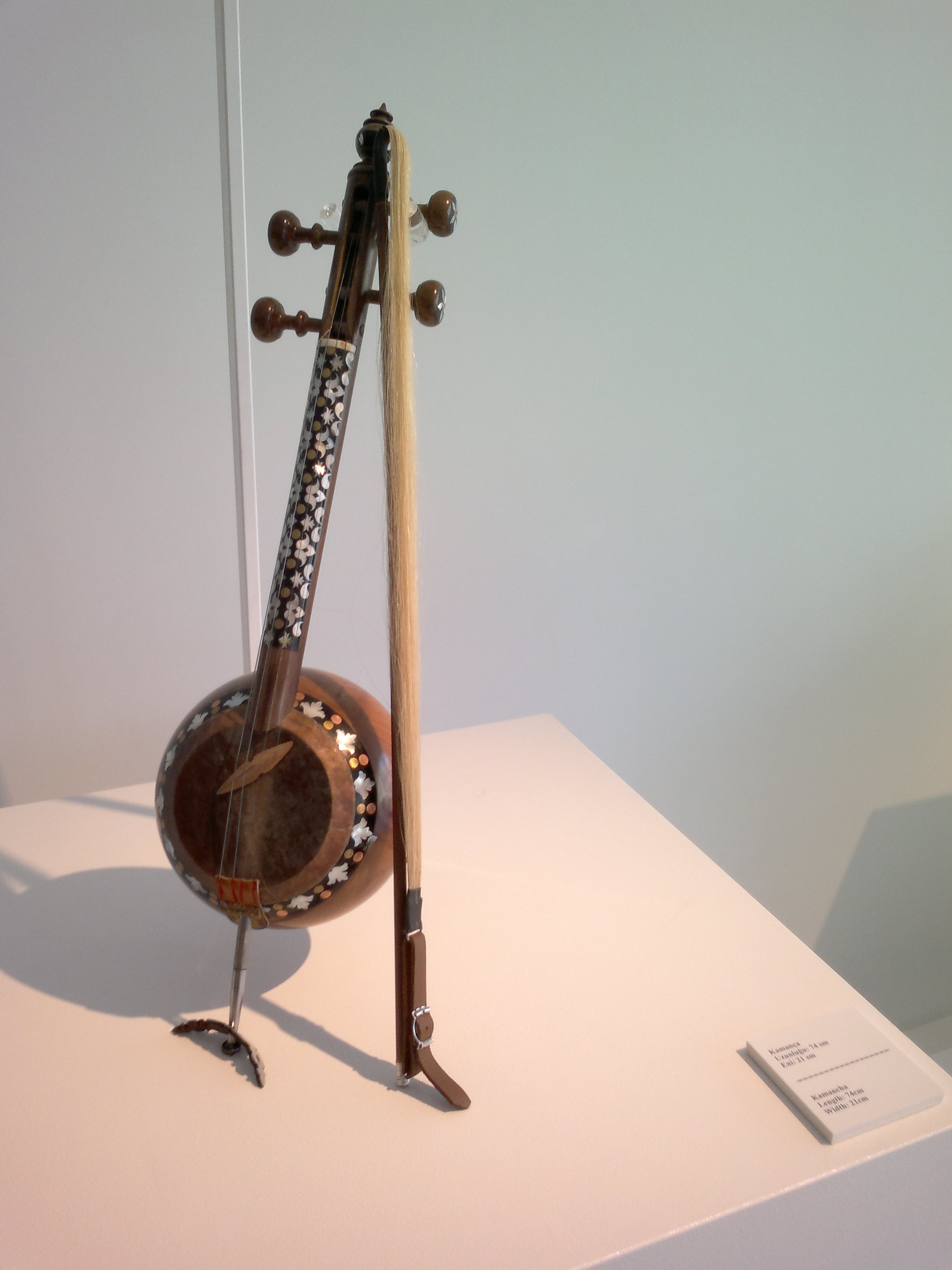
Aserbaidschanische kamancha im Heydar-Aliyev-Zentrum, Baku.

Vermutlich seit dem 14. Jahrhundert ist unter den Türken ein Vorläufer der kabak als ıklığ bekannt. Das Wort ist abgeleitet vom Jagdbogen ok (Schreibweisen ak, ık oder yık). Aus oklu („mit einem Bogen“) wurden die in osmanischen Schriften im Sinne von Streichinstrumenten verwendeten Schreibungen ıklığ und yıklığ. Die zentralasiatische, mit dem Bogen gestrichene ghichak wird in der Mitte des 15. Jahrhunderts in türkischer Übersetzung ebenfalls ıklığ genannt. Zwischen der aufwendig hergestellten Kurzhalslaute mit breitem geschwungenen Korpus aus Holz und dem einfachen türkischen Instrument bestehen jedoch kaum Gemeinsamkeiten. In abgelegenen Gegenden überlebte der alte Name ıklığ bis ins 20. Jahrhundert. 1940 wurde von einem Streichinstrument ıhlığ in den Dörfern um Kayseri und Malatya berichtet. Im Landkreis Eğirdir hieß ıklığ ein ähnliches Instrument der Viehhirten. Dieselbe sprachliche Herkunft haben die zweisaitige Pferdekopfgeige igil in Tuwa, die ikili in der westlichen Mongolei und die ïïx der Chakassen.
Kabak heißt „Kürbis“. Kemâne gehört zum Wortumfeld von keman, was früher allgemein „Bogen“ bedeutete. In der heutigen türkischen Musik wird die europäische Violine keman genannt. Das persische kamān bezeichnet allgemein Streichinstrumente. Im Mittelalter scheint das persische Wort das türkische ıklığ verdrängt zu haben. Die im Iran gespielte Stachelfiedel kamantsche (kamānča) ist von der Form mit der kabak vergleichbar. Im Wort der an der türkischen Schwarzmeerküste gespielten bootsförmigen kemençe (genaue Bezeichnung außerhalb der Region Karadeniz kemençesi) steckt wie in kamancheh die Verkleinerungsendung -çe. Sie unterscheidet sich von der fasıl kemençesi mit birnenförmigem Korpus. Fasıl ist ein Begriff aus der klassischen türkischen Musik und verweist auf das Einsatzgebiet dieses kleinen dreisaitigen Instruments.
In der Türkei besitzt die seltene volkstümliche Streichlaute kemânçe drei Saiten aus Pferdehaar und einen Korpus aus Walnussholz (ceviz). Die Stachelfiedel mit einer runden Hautdecke wurde im Umkreis der südostanatolischen Städte Siirt und Van beschrieben. In dieser Region nennen die turkmenischen Dorfbewohner und Nomaden zwei unterschiedliche, selbst hergestellte Streichinstrumente kemen und keman. Letzteres trägt wegen einer gewissen Ähnlichkeit den Namen der Violine. Über dem rechteckigen Korpus aus einem Stück Walnussholz verlaufen vier Saiten bis zu einem nach hinten gekrümmten Wirbelkasten. In der dünnen Holzdecke sind zwei bogenförmige Schalllöcher angebracht. Die kemen hat einen langrechteckigen, sich am Hals flaschenförmig verjüngenden Korpus aus dem Holz des Maulbeerbaums.
Der englische Arzt Edward Browne (1644–1708, ältester Sohn des Philosophen Thomas Browne) reiste um 1770 in der Türkei. In seinem Bericht findet sich eine frühe Abbildung einer türkischen Kalebassenfiedel. Nach dem zugehörigen Kommentar begleitet sich ein Roma-Balladensänger (aşık) auf einem Instrument namens „kimchè oder kimchi“.
Das Verbreitungsgebiet der kabak umfasst die südwesttürkischen Provinzen Aydın, Denizli und Muğla sowie Şanlıurfa im Süden an der syrischen Grenze. Gespielt wurde sie von der dörflichen und von der nomadischen Bevölkerung auf den Sommerweiden (yayla); wie die Hirtenflöte kaval gehörte sie auch zum Instrumentarium der Yörük. In den ländlichen Gebieten Aydıns war sie beliebter als die saz. Seit den 1960er Jahren wurde die kabak durch Rundfunkübertragungen auch in anderen Regionen bekannt.

## Bauform und Spielweise
Der Korpus der kabak wird aus einem kleinen Kürbis (türkisch su kabağı) mit einem Durchmesser von etwa 14 Zentimetern hergestellt. Die Erntezeit der Kürbisse ist Oktober bis November. Traditionell wird der Kürbis auf dieselbe Art ausgehöhlt, wie es zur Herstellung eines Haushaltsgefäßes geschieht. Man entfernt den Stiel, füllt Wasser in das Loch und gibt einige kleine Steine hinzu. Nach drei bis vier Tagen löst sich durch die Steinchen beim Schütteln das Fruchtfleisch von der Schale ab, so dass es abgegossen und frisches Wasser nachgefüllt werden kann. Diese Prozedur wird etwa einen Monat lang wiederholt.
Anschließend wird an der gegenüberliegenden Seite eine kreisförmige Öffnung von etwa neun Zentimetern Durchmesser ausgeschnitten, die anstelle einer Decke mit einer pergamentartigen Tierhaut überzogen wird. Die Haut überlappt am Rand 15 bis 20 Millimeter. Die zunächst nasse Membran spannt sich beim Trocknen, nachdem sie mit einer Doppelreihe kurzer Metallstifte festgenagelt wurde. Die etwa sechs Zentimeter große Öffnung an der Unterseite bleibt als Schallloch erhalten. Als Hals dient ein (gemessen an einem Exemplar) 46 Zentimeter langer Rundstab aus Kiefernholz, der dicht unter der Hautdecke verläuft. Ein durch die Korpuswand in das untere Ende des Stabes geschlagener Nagel dient als Stachel, mit dem das Instrument beim Spielen aufgesetzt wird. Der Stachel ragt etwa zehn Zentimeter heraus. Ein Schlitz am oberen Ende des Stabes fungiert als Wirbelkasten für seitlich zwei und gegenüber einen aus Holz geschnitzten Wirbel.
Die  traditionellerweise drei Saiten (kiriş) verlaufen über einen V-förmigen Steg, der am oberen Rand auf der Hautdecke sitzt, bis zum Stachel an der Unterseite. Der Hals besitzt keine Bünde. Die 32 bis 34 Zentimeter langen Darmsaiten werden auf c2–g1–d1 oder c2–g1–g1 oder e2–b1–e1 gestimmt. Die oberste heißt wie bei türkischen Saiteninstrumenten allgemein zil. Seit Ende des 20. Jahrhunderts werden auch kabak mit vier, teilweise aus Stahl bestehenden Saiten professionell und aufwendiger hergestellt. Der stark gekrümmte Bogen besteht aus einem Aststück, das durch die Bespannung mit Pferdehaaren in Form gehalten wird.
In der typischen, der Viola da gamba entsprechenden Spielposition sitzt der kabakçi auf einem Stuhl mit dem linken Fuß über das rechte Knie geschlagen. Der Stachel der kabak ruht auf dem rechten Schuh, der Wirbelkasten endet in Höhe der linken Schulter. Der Spieler hält den Bogen mit der rechten Hand von der Unterseite, wobei drei Finger am Bezug liegen und die Spannung regulieren können. Da der Hals nicht an der Schulter aufgelegt wird, kann die linke Hand nur in der ersten Lage die Saiten verkürzen, was den Tonumfang begrenzt.
Die kabak wird überwiegend von Männern solistisch oder als Gesangsbegleitung zur Unterhaltung im Haus gespielt. Hier überwiegen die freirhythmischen Melodien im Stil der uzun hava („lange Melodie“). Gelegentlich kommt das Instrument auch in der Tanzmusik, deren ostinate Rhythmen zum Stil kırık hava („zerbrochene Melodie“) gehören, im Freien auf dem Festplatz zum Einsatz. Anlässe sind Hochzeiten und sonstige Familienfeiern. Ein für die Westtürkei typischer Männertanz ist der zeybek. Im Wechselgesang zwischen Männern und Frauen übernimmt die kabak manchmal antiphonal den Part der Frauen. 

## Weitere Lauteninstrumente mit Kürbisresonanzkörpern
Die Bezeichnung kabak ist auch für eine gezupfte einteilige Laute aus einem  Flaschenkürbis, der zugleich den Hals bildet, überliefert. Zwei oder drei Pflanzenfasern dienen diesem Spielzeug als Saiten. Kabak sazı ist eine einfache gezupfte Laute für Erwachsene, die aus einem Kürbis mit einem Holzstab als Saitenträger besteht.
Die Turkmenen des östlichen Taurusgebirges bezeichnen mit hegit, egit oder eğit eine gestrichene Kalebassenlaute. Hegit ist kein türkisches Wort. Ein Exemplar dieser dreisaitigen Fiedel gelangte Anfang des 20. Jahrhunderts in das Museum von Adana. Die Hautdecke (deri) ist über einer elliptischen Öffnung befestigt. Bei dieser besonderen Form gibt es keinen Hals, ein Holzstab verläuft im Korpus bis zum oberen Ende einer flaschenförmigen Kalebasse mit einem nach hinten gebogenen Hals. An diesem sind zwei Wirbel (burgu) seitlich und einer an der Oberseite befestigt. Der Stachel ragt nur knapp an der Unterseite heraus. Im Ungarischen bezeichnet hegedü die moderne Violine. Die Schreibweise hegedö ist seit dem 14. Jahrhundert für ungarische Lauteninstrumente bekannt. Über eine sprachliche Verbindung und eine gemeinsame Herkunft kann nur spekuliert werden.